# Mitromorpha ambigua
Mitromorpha ambigua é uma espécie de gastrópode do gênero Mitromorpha, pertencente a família Mitromorphidae.